# اورانیل هیدروکسید
اورانیل هیدروکسید (به انگلیسی: Uranyl hydroxide) با فرمول شیمیایی UH
۲O
۴ یک ترکیب شیمیایی با شناسه پاب‌کم ۵۴۶۵۱۱۲ است. که جرم مولی آن ۳۰۴٫۰۴۲۴ g/mol می‌باشد. 